# Europapokal der Landesmeister 1962/63

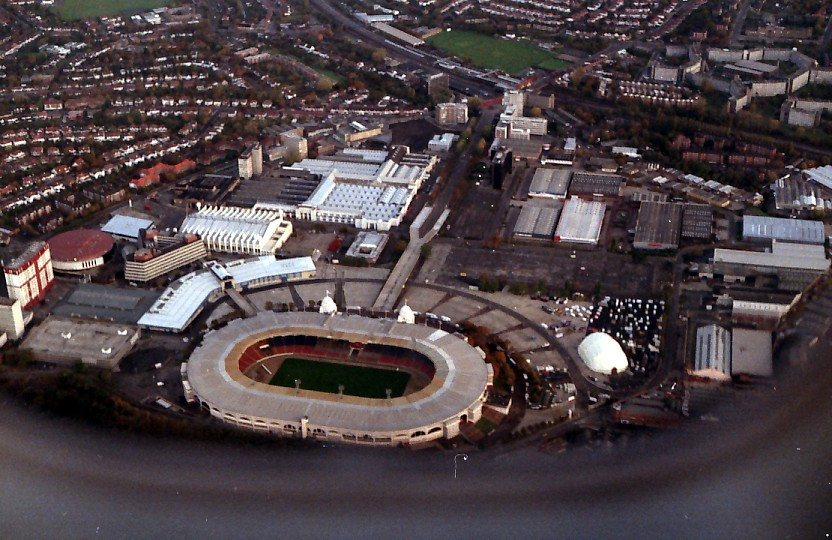
Das Wembley-Stadion in London

Der Europapokal der Landesmeister 1962/63 war die 8. Auflage des Wettbewerbs. 30 Klubmannschaften nahmen teil, darunter 29 Landesmeister der vorangehenden Saison und mit Benfica Lissabon der Titelverteidiger. Mit Partizani Tirana nahm erstmals eine albanische Mannschaft am Wettbewerb teil.
Die Teilnehmer spielten im reinen Pokalmodus mit (bis auf das Finale) Hin- und Rückspielen um die Krone des europäischen Vereinsfußballs. Bei Gleichstand gab es ein Entscheidungsspiel auf neutralem Platz. Bis auf Benfica Lissabon und Stade Reims starteten die Vereine in der Vorrunde.
Das Finale fand am 22. Mai 1963 im Wembley-Stadion von London vor 45.000 Zuschauern statt. Es war das erste Endspiel dieses Wettbewerbs, an dem keine spanische Mannschaft beteiligt war. Der AC Mailand gewann mit 2:1 gegen Benfica Lissabon zum ersten Mal den Pokal und war damit erst der dritte Titelträger und erster italienischer Sieger. Torschützenkönig wurde José Altafini vom AC Mailand mit 14 Treffern.

## Vorrunde
Die Hinspiele fanden vom 26. August bis zum 26. September, die Rückspiele vom 12. September bis zum 3. Oktober 1962 statt.
|                     | Gesamt |                      | Hinspiel | Rückspiel |
| ------------------- | ------ | -------------------- | -------- | --------- |
| IFK Norrköping      | 3:1    | Partizani Tirana     | 2:0      | 1:1       |
| Fredrikstad FK      | 01:11  | Vasas Budapest       | 1:4      | 0:7       |
| Linfield FC         | 1:2    | Esbjerg fB           | 1:2      | 0:0       |
| FK Austria Wien     | 7:3    | Helsingfors IFK      | 5:3      | 2:0       |
| FC Dundee           | 8:5    | 1. FC Köln           | 8:1      | 0:4       |
| Real Madrid         | 3:4    | RSC Anderlecht       | 3:3      | 0:1       |
| Dinamo Bukarest     | 1:4    | Galatasaray Istanbul | 1:1      | 0:3       |
| AC Mailand          | 14:00  | Union Luxemburg      | 8:0      | 6:0       |
| Polonia Bytom       | 6:2    | Panathinaikos Athen  | 2:1      | 4:1       |
| Servette Genf       | 4:4    | Feijenoord Rotterdam | 1:3      | 3:1       |
| FC Floriana         | 01:14  | Ipswich Town         | 1:4      | 00:10     |
| Shelbourne FC       | 1:7    | Sporting Lissabon    | 0:2      | 1:5       |
| ZDNA Sofia          | 6:2    | FK Partizan Belgrad  | 2:1      | 4:1       |
| ASK Vorwärts Berlin | 0:4    | FK Dukla Prag        | 0:3      | 0:1       |

### Entscheidungsspiel
Das Spiel fand am 17. Oktober 1962 statt.
|                      | Ergebnis  |               |
| -------------------- | --------- | ------------- |
| Feijenoord Rotterdam | 3:1 n. V. | Servette Genf |

## 1. Runde
Die Hinspiele fanden vom 18. Oktober bis zum 19. November, die Rückspiele vom 31. Oktober bis zum 28. November 1962 statt.
|                      | Gesamt |                  | Hinspiel | Rückspiel |
| -------------------- | ------ | ---------------- | -------- | --------- |
| FK Austria Wien      | 3:7    | Stade Reims      | 3:2      | 0:5       |
| Sporting Lissabon    | 2:4    | FC Dundee        | 1:0      | 1:4       |
| ZDNA Sofia           | 2:4    | RSC Anderlecht   | 2:2      | 0:2       |
| IFK Norrköping       | 2:6    | Benfica Lissabon | 1:1      | 1:5       |
| Esbjerg fB           | 0:5    | FK Dukla Prag    | 0:0      | 0:5       |
| Galatasaray Istanbul | 4:2    | Polonia Bytom    | 4:1      | 0:1       |
| Feijenoord Rotterdam | 3:3    | Vasas Budapest   | 1:1      | 2:2       |
| AC Mailand           | 4:2    | Ipswich Town     | 3:0      | 1:2       |

### Entscheidungsspiel
Das Spiel fand am 12. Dezember 1962 statt.
|                      | Ergebnis |                |
| -------------------- | -------- | -------------- |
| Feijenoord Rotterdam | 1:0      | Vasas Budapest |

## Viertelfinale
Die Hinspiele fanden vom 23. Januar bis zum 6. März, die Rückspiele am 13. März 1963 statt.
|                      | Gesamt |                      | Hinspiel | Rückspiel |
| -------------------- | ------ | -------------------- | -------- | --------- |
| Galatasaray Istanbul | 1:8    | AC Mailand           | 1:3      | 0:5       |
| Stade Reims          | 1:2    | Feijenoord Rotterdam | 0:1      | 1:1       |
| RSC Anderlecht       | 2:6    | FC Dundee            | 1:4      | 1:2       |
| Benfica Lissabon     | 2:1    | FK Dukla Prag        | 2:1      | 0:0       |

## Halbfinale
Die Hinspiele fanden 10./24. April, die Rückspiele am 1./8. Mai 1963 statt.
|                      | Gesamt |                  | Hinspiel | Rückspiel |
| -------------------- | ------ | ---------------- | -------- | --------- |
| Feijenoord Rotterdam | 1:3    | Benfica Lissabon | 0:0      | 1:3       |
| AC Mailand           | 5:2    | FC Dundee        | 5:1      | 0:1       |

## Finale
| AC Mailand                                | AC Mailand | Benfica Lissabon | Benfica Lissabon |
| ----------------------------------------- | --- | --- | ---------------- |
| AC Mailand                                | \| Finale \| \| 22. Mai 1963 in London (Wembley-Stadion) \| \| Ergebnis: 2:1 (0:1) \| \| Zuschauer: 45.700 \| \| Schiedsrichter: Arthur Holland ( England) \|                                    | \| Finale \| \| 22. Mai 1963 in London (Wembley-Stadion) \| \| Ergebnis: 2:1 (0:1) \| \| Zuschauer: 45.700 \| \| Schiedsrichter: Arthur Holland ( England) \|                                              | Benfica Lissabon |
| AC Mailand                                | Giorgio Ghezzi – Mario David, Mario Trebbi – Víctor Benítez, Cesare Maldini , Giovanni Trapattoni – Gino Pivatelli, Dino Sani, José Altafini, Gianni Rivera, Bruno Mora Cheftrainer: Nereo Rocco | Costa Pereira – Domiciano Cavém, Fernando Cruz – Humberto Fernandes, Raúl Machado, Mário Coluna – José Augusto, Joaquim Santana, José Torres, Eusébio, António Simões Cheftrainer: Fernando Riera ( Chile) | Benfica Lissabon |
| AC Mailand                                | 1:1 José Altafini (58.) 2:1 José Altafini (66.) | 0:1 Eusébio (18.) | Benfica Lissabon |
| Finale                                    | | |                  |
| 22. Mai 1963 in London (Wembley-Stadion)  | | |                  |
| Ergebnis: 2:1 (0:1)                       | | |                  |
| Zuschauer: 45.700                         | | |                  |
| Schiedsrichter: Arthur Holland ( England) | | |                  |

## Beste Torschützen
| Rang | Spieler       | Klub                 | Tore |
| ---- | ------------- | -------------------- | ---- |
| 1    | José Altafini | AC Mailand           | 14   |
| 2    | Alan Gilzean  | FC Dundee            | 9    |
| 3    | Ray Crawford  | Ipswich Town         | 8    |
| 4    | Paolo Barison | AC Mailand           | 6    |
|      | Eusébio       | Benfica Lissabon     | 6    |
|      | László Pál    | Vasas Budapest       | 6    |
| 7    | Piet Kruiver  | Feyenoord Rotterdam  | 5    |
|      | Metin Oktay   | Galatasaray Istanbul | 5    |
| 9    | Jozef Adamec  | Dukla Prag           | 4    |
|      | Alan Cousin   | FC Dundee            | 4    |
|      | Jef Jurion    | RSC Anderlecht       | 4    |
|      | Horst Nemec   | FK Austria Wien      | 4    |